# Bruno Görgen

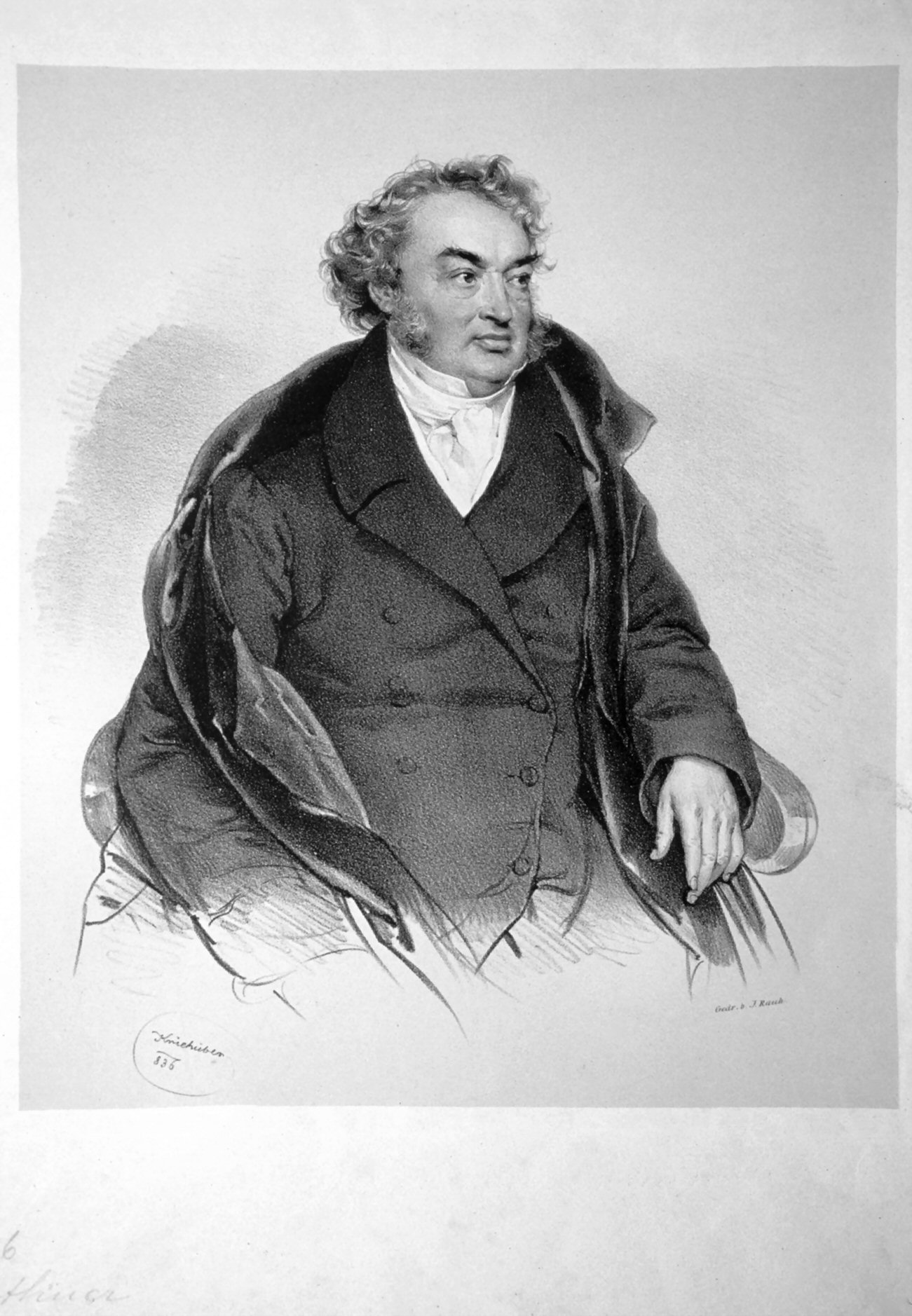
Bruno Görgen, Lithographie von Josef Kriehuber, 1836

Bruno Görgen (* 22. August 1777 in Trier; † 29. Mai 1842 in Wien) war ein österreichischer Psychiater.

## Leben
Görgen wurde als Sohn eines Architekten in Trier geboren und um die Jahrhundertwende in Wien zum Doktor der Medizin promoviert. Schon als junger Arzt war er Primarius der Irrenanstalt im k.k. allgemeinen Krankenhaus, zu der auch der bekannte Narrenturm gehörte (1805–1808), den er als höchst unglücklich empfand. Ab dem Jahr 1813 projektierte Görgen eine Irrenanstalt für besser situierte Geisteskranke und war auch für die Hofkanzlei als Gutachter in solchen Fragen aktiv. Das Palais Windischgrätz in Gumpendorf bei Wien eignete sich für diesen Zweck und konnte im Juli 1819 erste Kranke aufnehmen. Später siedelte die Anstalt in den ehemaligen Besitz des Barons Henikstein im Mai 1831 über. Damit war der Grundstock für die bis 1917 bestehende Döblinger Privatanstalt gelegt. Görgens Neuerungen bestanden darin, nach napoleonischem Vorbild die Irren als Kranke zu sehen und Zwangsmaßregeln wie Ketten, Gurte und die englische Weste niemals anzuwenden (No restraint). Er legte großen Wert auf Beschäftigungstherapie bei den Kranken, Werkstätten und die heilende Wirkung der Musik. In seinem Ideal gibt es keine Wärter mehr, sondern Therapeuten. Der berühmteste Bewohner der Anstalt dürfte der gemütskranke Dichter Nikolaus Lenau gewesen sein.
Nach Görgens unerwartetem Tod 1842 übernahm sein Sohn Gustav (1814–1860) die Leitung der Anstalt, diesem folgte 1860 Maximilian Leidesdorf. 1917 wurde im 19. Wiener Gemeindebezirk Döbling die Görgengasse nach Bruno Görgen benannt.